# Pyrausta bambusalis
Pyrausta bambusalis là một loài bướm đêm trong họ Crambidae.